# İsa Qember
İsa Qember o Isa Yunis Oglu Gember (azero: Qəmbər İsa Yunis oğlu; Baku, 24 febbraio 1957) è un politico azero, uno dei più importanti leader politici dell'Azerbaigian ed ha ricoperto la carica di Presidente dell'Azerbaigian dal 19 maggio 1992 al 16 giugno 1992.

## Biografia
Nato a Baku da una famiglia di scienziati, suo padre Yunis Gemberov e la madre Tahire Zeynalova, erano entrambi dei noti chimici. Nel 1979 İsa Qember si diplomò in Storia all'Università statale di Baku e per tre anni, fino al 1982, lavorò al Centro di Ricerche del Nakhichevan. Fu allora, nel bel mezzo dell'enclave azera tra Iran ed Armenia si sviluppò il suo nazionalismo moderato fortemente influenzato dalle controversie azero-armene. Dal 1982 al 1990 Gember lavorò all'Accademia delle Scienze dell'Azerbaigian in qualità di ricercatore presso l'Istituto di Studi Orientali. Alla fine degli anni ottanta decise di entrare in politica, grazie anche al risveglio del sentimento nazionalista in Azerbaigian e nel 1987 si iscrisse al Fronte Popolare Azero di cui divenne rapidamente il leader.
Tra il 1990 ed il 1991 ricoprì la carica di vicepresidente del partito e quando l'Azerbaigian ottenne l'indipendenza nel 1990 venne eletto al parlamento della Repubblica azera. Dal 1991 al 1992 ricoprì la carica di Presidente della Commissione Parlamentare per gli Affari Esteri. Dal maggio 1992 al giugno 1993 Qember divenne Presidente del Parlamento dell'Azerbaigian. Per un breve periodo di tempo, prima delle prime elezioni presidenziali libere dopo l'ottenimento dell'indipendenza, nel luglio del 1992, Qember fu presidente dell'Azerbaigian ad interim.
Nel 1992 gli attivisti politici del Fronte Popolare decisero di rinnovare l'attività del più vecchio movimento politico azero, il Musavat (in azero Uguaglianza) bandito dal regime sovietico sin dal 1920. Nel novembre del 1992 Gember venne eletto al Congresso di ricostituzione del partito Presidente (Başkan) del Musavat, carica di cui detiene ancora attualmente il titolo, diventando così il più importante leader dell'opposizione nella repubblica azera.
Nel giugno del 1993, a seguito del colpo di Stato che portò alla destituzione del presidente azero in carica Abülfaz Elçibay a favore di Heydər Əliyev, Qember presentò le sue dimissioni dalla carica di Presidente del Parlamento azero. Il 16 luglio dello stesso anno Qember fu arrestato dalle nuove autorità ma venne presto rilasciato grazie alla pressione della comunità internazionale. Nel 1999, insieme ai suoi colleghi di partito, fondò il Congresso Democratico, unificando sotto una sola coalizione le più importanti forze di opposizione alla presidenza di Əliyev. Dal 2003 Qember è Presidente della nuova forza politica e in questa veste partecipò alle elezioni presidenziali del 2003 come candidato del blocco di opposizione composto da ben 24 partiti Bizim Azərbaycan (in azero Nostro Azerbaigian) in contrapposizione al candidato del partito al potere Yeni Azərbaycan (in azero Nuovo Azerbaigian) İlham Əliyev, figlio di Heydər.
Le elezioni sancirono una vittoria schiacciante di Əliyev con una percentuale del 79,5% contro il 14% di voti per Qember. Tuttavia gli osservatori internazionali hanno sempre manifestato seri dubbi sulla legittimità di queste elezioni, che il rappresentante dell'OSCE, Peter Aiker ha commentato come:
Una valutazione dei risultati degli exit-poll realizzata dall'agenzia indipendente Turan ha stabilito una vittoria di Qember con una percentuale del 46,2% di voti contro il 24,1% di Əliyev. Durante le successive manifestazioni di piazza organizzate dal Musavat per ottenere la revisione dei risultati elettorali ci fu la violenta reazione delle forze di polizia che portarono alla morte di tre persone e al ferimento di circa una decina di dimostranti.
Nella primavera del 2005 Qember ha organizzato la coalizione del Musavat con altri due importanti gruppi politici di opposizione - il Fronte Popolare Azero e il Partito Democratico dell'Azerbaigian - per dare vita al blocco denominato Azadliq (in azero Libertà), con lo scopo di partecipare alle elezioni parlamentari del 6 novembre dello stesso anno.
I risultati ufficiali elettorali hanno visto la vittoria del partito al governo con una percentuale di voti del 62% per un totale di 75 seggi, contro il 3% ottenuto dall'Azadliq per un totale di 12 seggi. L'agenzia indipendente Mitofsky International ha contestato i risultati forniti dal Comitato Centrale Elettorale azero, facendo scendere il partito di 
İlham Əliyev a 56 seggi e confermando i 12 seggi dell'Azadliq.
Nonostante le numerose manifestazioni di protesta da parte delle opposizioni già nei giorni successivi allo scrutinio, la Corte Costituzionale azera sancì la vittoria del partito del presidente İlham Əliyev e il 23 gennaio 2006 ci fu la prima sessione del nuovo parlamento dopo numerosi rinvii.